# Kuching

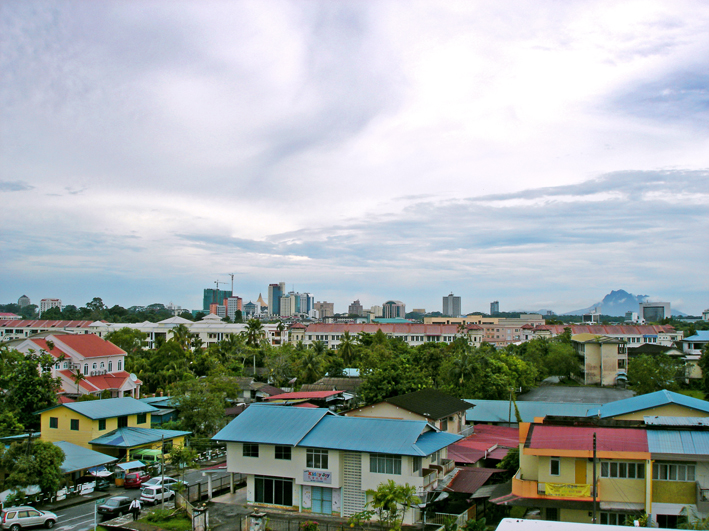
Suburbios y centro de Kuching.

Kuching o Cuchin es una ciudad de Malasia, capital del estado de Sarawak, situado en la zona occidental de Malasia Oriental, en la isla de Borneo. Tiene una población de cerca de 635.000 habitantes. Es la cuarta ciudad a escala nacional. Su nombre significa ciudad de gatos.
Aquí se encuentra el Hospital general de Sarawak, el hospital más grande en el estado de Sarawak

## Ciudades hermanadas
Kuching está hermanada con las siguientes ciudades:
| - Alejandría, Egipto; - Guro, Corea del Sur; - Johor Bahru, Malasia; - Kunming, China; - Pontianak, Indonesia; | - Seattle, Estados Unidos; - Xiamen, China; - Yeda, Arabia Saudí; - Zhenjiang, China; |